# Соломон Адања
Соломон Адања (Београд, 23. март 1905 — Београд, 8. октобар 1978) био је српски уролог и оснивач Уролошког одељења Хируршке клинике Војно-медицинске академије у Београду.

## Биографија
Рођен је 23. марта 1905. године у Београду, у сефардској породици.  Завршио је гимназију у Београду и уписао 1924. године на Медицински факултет у Бечу, где је и докторирао 1931. године. По повратку у земљу је започео специјализацију урологије на Уролошкој клиници и Другом хируршком одељењу.
По завршетку рата је радио у војсци, најпре у Сарајеву као шеф одељења, а потом је прешао у Београд, где је постао шеф Уролошког одељења Хируршке клинике Војно-медицинске академије у Београду и где је, временом, добио титулу редовног професора урологије и где је радио до свог пензионисања 1966. године.
Затим је прешао на рад као консултант у болници „Др Драгиша Мишовић“ и активно учествовао у раду Уролошке секције Српског лекарског друштва све до своје смрти.
Др Адања је аутор значајног дела српских уролошких публикација. Творац је школе за урологе Војно-медицинске академије, оснивач Уролошке секције Српског лекарског друштва и Удружења уролога Југославије, а био је и председник Првог конгреса уролога у Будви 1964. године и председник Удружења уролога Југославије у четворогодишњем периоду.
Био је ожењен Катарином Адањом, историчарком уметности. Имају кћерке Миру Адању-Полак, познату новинарку, Гордану Грујић, магистра биохемије и сина Ђорђа Адању, специјалисту урологије.
Преминуо је 7. октобра 1978. године.